# Самсон (бомбардирский корабль, 1758)
«Самсон» — парусный бомбардирский корабль Балтийского флота Российской империи, участник Семилетней войны.

## Описание корабля
Один из шести парусных бомбардирских кораблей типа «Дондер», строившихся в 1751—1771 годах на верфях Санкт-Петербурга и Кронштадта по проекту кораблестроителя Д. Сютерланда. Длина корабля по сведениям из различных источников составляла 28,9—28,96 метра, ширина — 8,2—8,23 метра, глубина интрюма — 3,3 метра и осадка — 3,35—3,7 метра. Вооружение судна составляли 10 орудий, включавшие мортиры и гаубицы, а экипаж состоял из 100 человек.

## История службы
Бомбардирский корабль «Самсон» был заложен в Санкт-Петербургском адмиралтействе 17 (28) ноября 1757 года и после спуска на воду 16 (27) мая 1758 года вошёл в состав Балтийского флота России. Строительство корабля вёл кораблестроитель И. И. Ильин по проекту корабельного мастера майорского ранга Д. Сютерланда.
Принимал участие в Семилетней войне 1756—1763 годов. В кампанию 1758 года 2 (13) июля ушёл из Кронштадта в составе эскадры адмирала З. Д. Мишукова, которая 9 (20) июля у острова Амагер присоединилась к объединённому русско-шведскому флоту, в составе которого до 28 августа (8 сентября) принимала участие в блокаде пролива Зунд. После завершения блокады русская эскадра ушла в Балтийское море, а «Самсон» отделившись от неё 7 (18) сентября взял курс на Кронштадт. В течение всей кампании следующего 1759 года находился в Кронштадте.
Во время кампаний 1760 и 1761 годов принимал участие в действиях русских войск и флота под Кольбергом. C 25 июля (5 августа) по 15 (25) августа 1760 года с составе эскадры адмирала З. Д. Мишукова перешёл из Кронштадта к Кольбергу. С 17 (28) августа по 8 (19) сентября в составе отряда бомбардирских кораблей принимал участие в почти ежедневной бомбардировке города и береговых укреплений. С 10 (21) сентября по 23 сентября (4 октября) совершил переход в Кронштадт, зайдя по дороге в Ревель. С 13 (24) июля по 13 (24) августа 1761 года перешёл из Кронштадта к Кольбергу в составе эскадры контр-адмирала С. И. Мордвинова, где с 14 (25) августа по 15 (26) сентября в составе отряда бомбардирских кораблей вновь принимал участие в бомбардировке береговых укреплений. 28 сентября (9 октября) 1761 эскадра, в которой находился и «Самсон», ушла от Кольберга. 2 (13) октября корабли попали в сильный шторм, во время которого бомбардирский корабль отделился от эскадры и уже в одиночку 14 (25) октября вернулся в Кронштадт.
С 1762 по 1764 год в плаваниях не участвовал и в течение всего времени кампаний этих лет находился в Кронштадтской гавани. 
В 1765 году в составе эскадры адмирала С. И. Мордвинова принимал участие в практическом плавании и показательных учениях у Красной Горки. 2 (12) июня эскадра вышла из Кронштадта в Финский залив. 7 (18) июня к эскадре на яхте подошла императрица Екатерина II и для неё были организованы показательные маневры кораблей эскадры, во время которых бомбардирский корабль столкнулся с пинком «Вологда» и сломал бушприт. Из-за столкновения командир судна капитан 2-го ранга П. А. Косливцев был арестован, а «Самсон» в тот же день под командованием капитан-лейтенанта В. Смирнова принимал участие в обстреле специально построенного городка. 2 (13) июля эскадра вернулась в Кронштадт.
В 1769 году бомбардирский корабль «Самсон» был разобран в Кронштадте.

## Командиры корабля
Командирами бомбардирского корабля «Самсон» в разное время служили:
- лейтенант С. Л. Кузмищев (1758 год)[10];
- лейтенант В. Бабаев (1759—1761 годы)[11];
- капитан 2-го ранга П. А. Косливцев (до 7 (18) июня 1765 года)[12];
- капитан-лейтенант В. Смирнов (с 7 (18) июня 1765 года)[13].

### Комментарии
1. ↑  Также в серию входили бомбардирские корабли «Дондер», «Гром», «Марс» и два корабля «Юпитер» 1755 и 1771 годов постройки.
2. ↑  95 футов.
3. ↑  27 футов.
4. ↑  11 футов.
5. ↑  Блокада осуществлялась с целью недопущения английского флота в Балтийское море.